# Alst
Die Alst ist eine Bauerschaft der Stadt Horstmar im Kreis Steinfurt im Nordwesten von Nordrhein-Westfalen bei Münster.

## Lage
Die Alst liegt im Burgsteinfurter Land, das Teil des Münsterlandes ist, nahe der Stadt Horstmar. Die Entfernung zur nördlich gelegenen Kreisstadt Steinfurt beträgt knapp acht Kilometer, Münster im Südosten ist etwa 30 km entfernt, die holländische Grenze bei Gronau im Nordwesten ebenfalls etwa 30 km.

## Geschichte
Schon im Jahre 1155 wird die Bauerschaft Alst erwähnt. Ihr Name ist auf alahstedi (Heiligtumstätte) und Alstet (um 1319) entstanden. Der Name „Alst (Alahstedi)“ weist auf einen frühgermanischen Opferplatz hin. Dieser befand sich wahrscheinlich an der Stelle des heutigen „Alster Kreuzes“, wo vor einigen Jahren zwischen uralten Eichenwurzeln die Reste eines Christuskorpus frühchristlicher Zeit gefunden wurden.
Doch die Geschichte geht weit in die Zeit zurück, aus der es keine schriftlichen Aufzeichnungen gibt. Der Heimatforscher Heinrich Börsting sagt: „Zweifellos reicht die [Alster] Burg in die sächsische Zeit zurück und übertrifft an Alter die Burgen Horstmar und Schagern.“ Viele Historiker schließen dieses hohe Alter aus dem Namen „Alst“.
Die Einwohner der Alst wurden schon sehr früh als Halbbürger von Horstmar bezeichnet. Sehr wahrscheinlich hängt dies damit zusammen, dass die Herren von Haus Alst gleichzeitig Burgmannen von Horstmar waren und damit verpflichtet waren, dem Bischof Kriegsdienste zu leisten und die Burg Horstmar zu verteidigen. Als Halbbürger zahlten sie den halben Bürgerpfennig und waren zu Wach- und sonstigen Diensten verpflichtet.

## Kultur und Sehenswürdigkeiten
In der Liste der Baudenkmäler in Horstmar ist für Alst ein Baudenkmal aufgeführt.

### Haus Alst

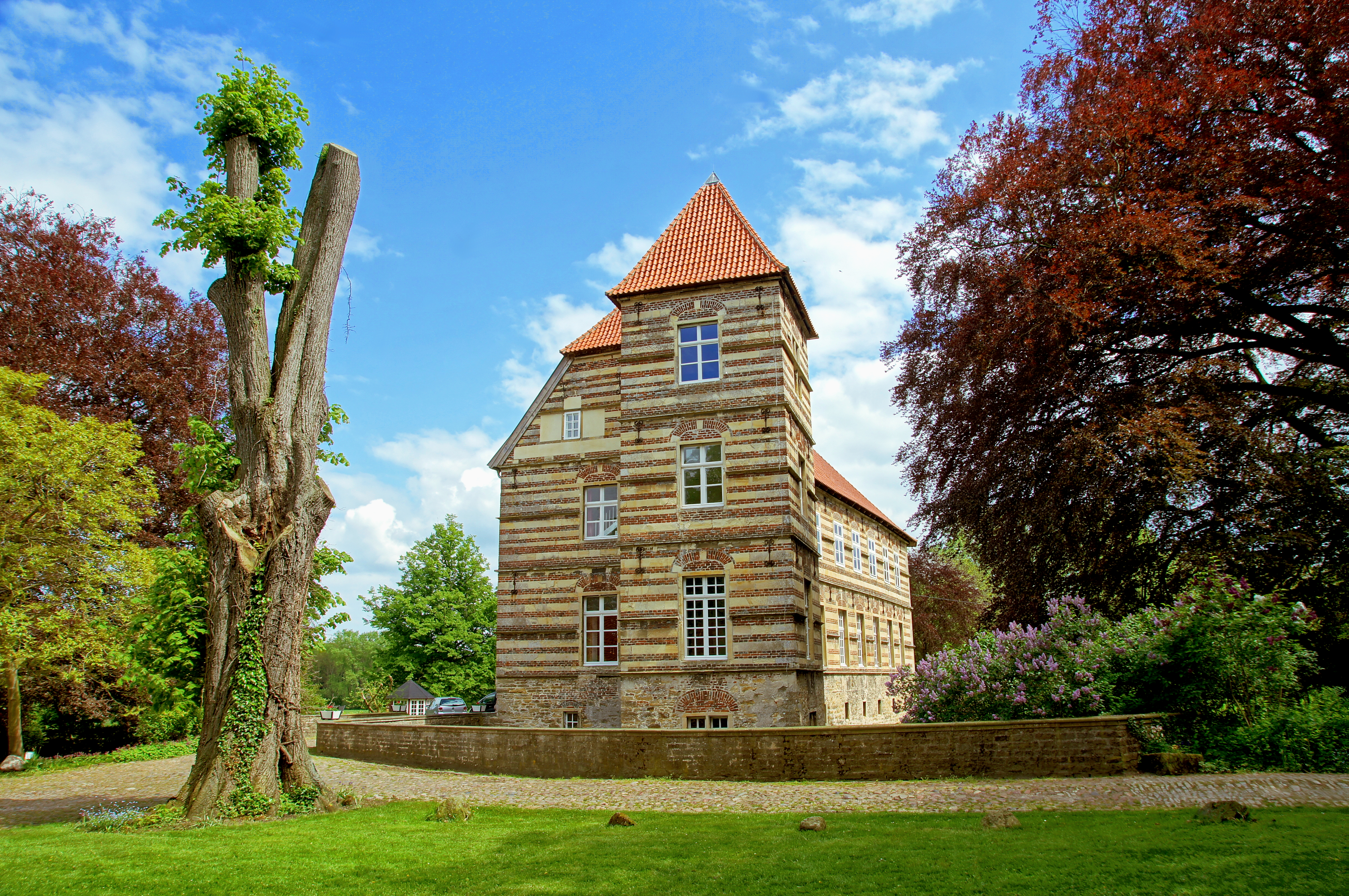
Haus Alst

Das Haus Alst, erstmals urkundlich genannt im Jahre 1217, ist ein ehemaliger münsterländischer Burgmannshof und war ehemals Sitz der Familie Schorlemer-Alst. Es entstand an der Stelle einer älteren Burganlage und wurde im Stil der Renaissance erbaut. 

### Friedenskapelle Alst

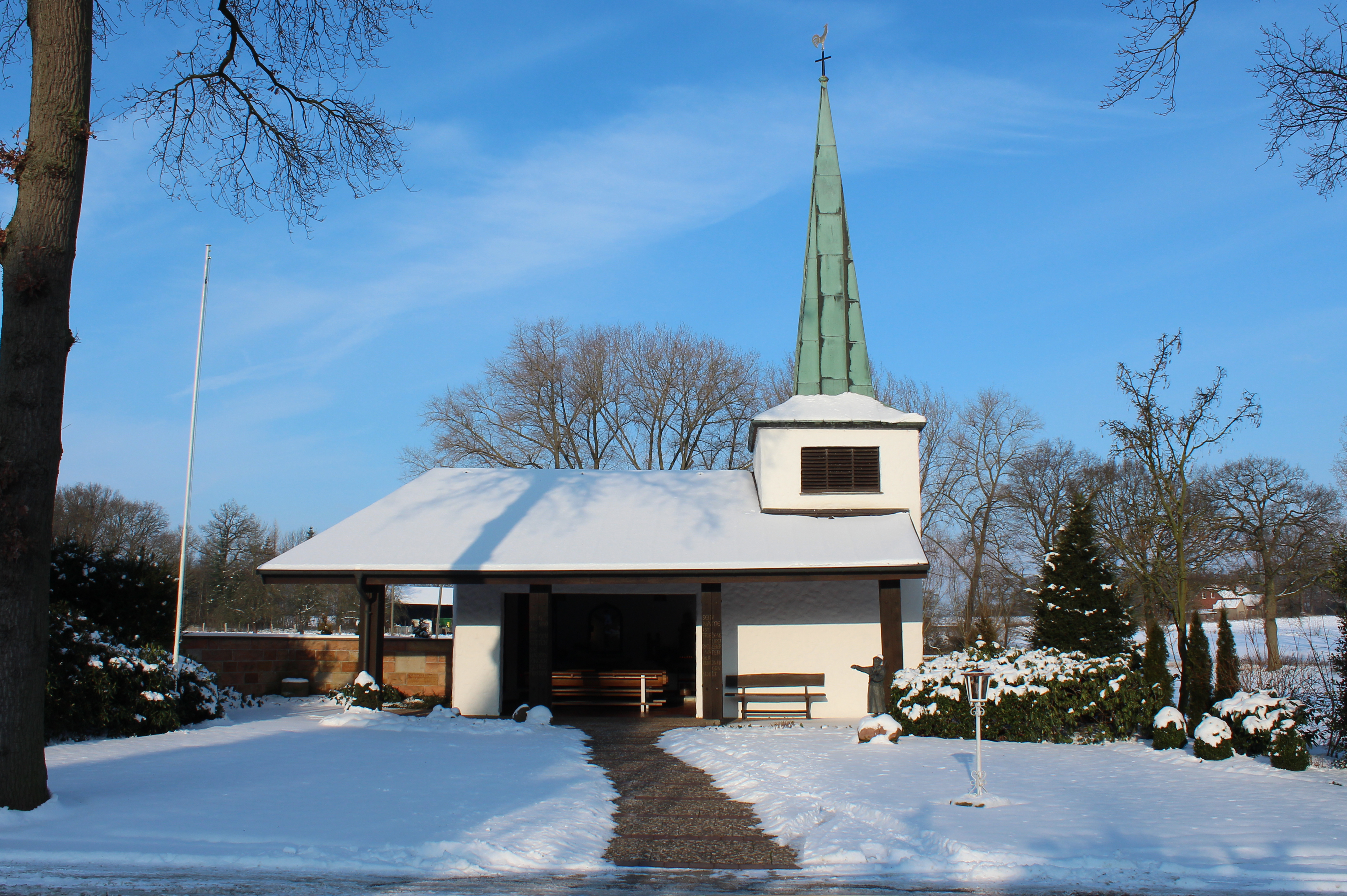
Friedenskapelle Alst

Text einer Informationskarte, ausliegend in der Kapelle:
Der Wunsch nach Frieden, geboren aus dem Schrecken zweier Weltkriege, war das Motiv für die Errichtung dieser Kapelle. Opfersinn und Eigenleistung der 260 Bewohner der Bauerschaft Alst und einige Freunde schufen das Bauwerk, das 1967 eingeweiht wurde. 1988 stifteten die Eheleute Erich und Gabriele Büttner das Kruzifix in der Mitte der Stirnwand. Dem Kreuz zur Seite steht eine Madonnenstatue – die Königin des Friedens. Die Figurengruppe dazwischen soll uns sagen: „Reicht einander die Hände zum Frieden!“. Eine Stele an der linken Wand, errichtet 1985, stellt die Verkündigung Mariens und die Geburt Christi dar. Madonnenstatue und Stele sind Werk der Künstlerin Gertrud Büscher-Eilert aus Horstmar. Die Altarplatte ruht auf einem Findling, der in der Nähe der Kapelle gefunden wurde. Die geformte und geschliffene Platte aus dem rohen, unbehauenen Stein symbolisiert den Sieg des Christentums über den Opferstein unserer heidnischen Vorfahren. Zugleich stellt der Findling aber auch eine Verbindung her zur Geschichte der Bauerschaft Alst. Der Name „Alst (Alahstedi)“ weist nämlich auf einen frühgermanischen Opferplatz hin. Dieser befand sich wahrscheinlich an der Stelle des heutigen „Alster Kreuzes“, wo vor einigen Jahren zwischen uralten Eichenwurzeln die Reste eines Christuskorpus frühchristlicher Zeit gefunden wurden. Die Mauer auf der linken Seite der Kapelle trägt die Namen der gefallenen und Vermissten beider Weltkriege. Seit der Einweihung der Kapelle haben hier Zehntausende für den Frieden gebetet und mit Spenden geholfen, die Not in den Krisengebieten der Welt zu lindern.

### Alster Schule
Die ersten Anträge auf Errichtung einer eigenen Schule in der Alst gehen auf das Jahr 1880 zurück. Da Gemeindevertretung, Schulvorstand und einige Bewohner des Dorfes Leer zunächst gegen die Errichtung stimmten, verzögerte sich der Baubeginn auf das Jahr 1898. Am 16. Oktober 1899 fand schließlich die feierliche Eröffnung der Schule statt, während derer die Bewohner der Bauerschaft ihrer Freude durch Flaggenschmuck und Böllerschüsse Ausdruck verliehen. Als erster Lehrer übernahm Meinolf Sagel sein Amt.
Der Schulbezirk erstreckte sich über die Alst hinaus auch auf Teile der benachbarten Bauerschaft Ostendorf. Nach der Eröffnung besuchten etwa 50 Kinder die Alster Schule, in späteren Jahren stieg die Zahl zeitweilig auf 75 an. In den Nachkriegsjahren wurde vorübergehend sogar eine zweite Planstelle eingerichtet, um bis zu 90 Kinder im Schichtdienst zu unterrichten, nachdem viele Vertriebene nach Westfalen gelangt waren.
Im Jahr 1956 wurden ein neuer Klassenraum, eine Pausenhalle und ein Flur angebaut. Außerdem wurden die Toiletten verlegt, ein Keller und eine eigene Kläranlage gebaut. Am 20. Dezember 1956 fand die Einweihung statt, in deren Zuge die Schule den Namen Freiherr-von-Schorlemer-Alst-Schule erhielt, jedoch hatte schon 1952 die Landesregierung ein Schulordnungsgesetz erlassen, demnach die Zahl der Kinder für den geordneten Schulbetrieb maßgeblich sei. Gegen alle Proteste der Eltern musste die Schule 1968 wegen zu geringer Schülerzahlen aufgelöst werden. In den fast 70 Jahren ihres Bestehens haben 737 Schülerinnen und Schüler die Schule besucht, 515 Entlassungszeugnisse wurden ausgestellt.
Nachdem die Räumlichkeiten einige Jahre ungenutzt leer gestanden hatten, erwarb im Jahr 1974 der letzte Lehrer der Alster Schule, Heinz Bienbeck, das ursprüngliche Schulgebäude, das bis heute im Besitz seiner Familie ist. Auch der Anbau aus dem Jahr 1956 wurde in private Hand verkauft.

### Schützenverein Alst e. V.

Vereinsfarben des Schützenverein Alst e. V.

Die ersten Aufzeichnungen über den Schützenverein Alst sind auf das Jahr 1705 zurückzuführen, nachdem zunächst die Gründungsjahre 1880 und 1830 von Historikern geführt wurden. Die ersten Statuten des Vereines wurden am 11. Februar 1880 in fünf Punkten aufgeschrieben. Am 1. November 1983 wurde durch vier Mitglieder eine Satzung zur Eintragung in das Vereinsregister ausgearbeitet und am 12. November 1983 durch die Generalversammlung genehmigt.
Der Schützenverein Alst veranstaltet seit 1984 jährlich den Tanz in den Mai auf seinem Festzelt.
Die Vereinsfarben sind Grün und Weiß. Sie sind auf der Vereinsflagge zu sehen, die von den Vereinsmitgliedern jährlich zum Schützenfest, aber auch bei privaten feierlichen Anlässen gehisst wird.
Wi willt tosammen staohn

un dat wat Recht is doan

is dann een nicht naon Kopp

do fleit wat up!
(Spruch auf der Schützenfahne)

### Das Alster Lied
Das Alster Lied (ursprünglich Dat Älschke Leed) ist das Vereinslied des Schützenverein Alst e. V., das jedoch von den Einwohnern auch abseits der Vereinsaktivitäten zu gemeinschaftlichen Anlässen gesungen wird. Der Zeitpunkt der Entstehung des Liedes der Alst lässt sich nur ungefähr auf den Zeitraum zwischen 1853 und 1868 eingrenzen. Darauf gibt etwa die Erwähnung von Schorlemers Busch in der vierten Strophe einen Hinweis: Der westfälische Freiherr Burghard von Schorlemer-Alst kam 1853 zur Alst. Zudem ist überliefert, dass das Lied beim Bau der Bahnstrecke durch die Alst (heute RadBahn Münsterland) im Jahre 1868 gesungen wurde.
Der Text der in der Alst bekannten Fassung lautet:
Ist es denn auch wirklich wahr

wie man’s hat vernommen,

daß so viele hunderttausend Mann

sind zur Alst gekommen?

|:Rums vidibums vidifallerallera:|

Daß so viele hunderttausend Mann

sind zur Alst gekommen.

Viel zu Pferde viel zu Fuß

vieles zu erwerben;

doch der Durst der war zu groß:

Viele mussten sterben.

|:Rums vidibums vidifallerallera:|

Doch der Durst der war zu groß:

Viele mussten sterben.

Sprach ein junger Offizier:

Leut, wir sind verloren,

alle alle jungen, jungen Leut

sind im Schnee erfroren.

|:Rums vidibums vidifallerallera:|

Alle alle jungen, jungen Leut

sind im Schnee erfroren.

Wehe dir Napoleon!

Wie wird’s dir ergehen?

Siehst du nicht in Schorlemers Busch

die Älschke Rotte stehen?

|:Rums vidibums vidifallerallera:|

Siehst du nicht in Schorlemers Busch

die Älschke Rotte stehen?

## Persönlichkeiten
- Hermann Otto von Westerholt zu Westerholt und Alst (1625–1708), kurkölnischer Kämmerer, geboren auf Haus Alst
- Maximilian-Friedrich von Droste zu Hülshoff (1764–1840), Komponist, lebte und starb auf Haus Alst und ist begraben auf dem Friedhof in Leer
- Burghard Freiherr von Schorlemer-Alst (1825–1895), Politiker
- Friedrich von Schorlemer-Alst (1854–1934), preußischer Landrat
- Clemens Freiherr von Schorlemer-Lieser (1856–1922), Politiker, preußischer Landwirtschaftsminister, geboren auf Haus Alst